# Giovanni Teodoro di Baviera
Giovanni Teodoro di Baviera (Monaco di Baviera, 3 settembre 1703 – Liegi, 27 gennaio 1763) fu vescovo di Ratisbona dal 1719, vescovo di Frisinga dal 1727 e vescovo di Liegi dal 1744.

## Biografia
Figlio di Massimiliano II Emanuele di Baviera e di Teresa Cunegonda di Polonia. Vista la sua condizione di fratello minore, giovanissimo, intraprese la carriera ecclesiastica ed il 12 marzo 1719, al posto del fratello Clemente Augusto, ottenne il vescovato di Frisinga.
Poco dopo acquisì anche il vescovato di Ratisbona. Con questi vescovati in suo possesso assunse una posizione favorevole alla Francia e a Carlo Alberto di Baviera, sostenuto nella sua ascesa al trono imperiale di Borbone. Luigi XV, nel 1732, sostenne la candidatura di Giovanni Teodoro a Gran Maestro dell'Ordine Teutonico, ruolo che invece venne poi affidato al fratello, Clemente Augusto.
Nel 1743 venne nominato cardinale e nel 1744 vescovo di Liegi, dove morì il 27 gennaio 1763.
È annoverato in quella generazione dei Wittelsbach che ebbe molti membri appartenenti al clero.

## Genealogia episcopale e successione apostolica
La genealogia episcopale è:
- Cardinale Scipione Rebiba
- Cardinale Giulio Antonio Santori
- Cardinale Girolamo Bernerio, O.P.
- Arcivescovo Galeazzo Sanvitale
- Cardinale Ludovico Ludovisi
- Cardinale Luigi Caetani
- Cardinale Ulderico Carpegna
- Cardinale Paluzzo Paluzzi Altieri degli Albertoni
- Papa Benedetto XIII
- Arcivescovo Clemente Augusto di Baviera
- Cardinale Giovanni Teodoro di Baviera

La successione apostolica è:
- Vescovo Johann Ferdinand Joseph von Boedigkeim (1730)
- Vescovo Franz Ignaz Albert von Werdenstein (1756)

## Ascendenza
|                                               |                |                                     | Genitori                              |  |  | Nonni |  |  | Bisnonni                            |  |  | Trisnonni              |  |
|                                               |                |                                     |                                       |  |  |       |  |  | Massimiliano I, elettore di Baviera |  |  | Guglielmo V di Baviera |  |
|                                               |                |                                     |                                       |  |  |       |  |  | Massimiliano I, elettore di Baviera |  |  | Guglielmo V di Baviera |  |
|                                               |                | Renata di Lorena                    |                                       |  |  |       |  |  | Massimiliano I, elettore di Baviera |  |  |                        |  |
| Ferdinando Maria, Elettore di Baviera         |                |                                     |                                       |  |  |       |  |  | Massimiliano I, elettore di Baviera |  |  |                        |  |
|                                               |                | Maria Anna d'Asburgo                | Ferdinando II del Sacro Romano Impero |  |  |       |  |  |                                     |  |  |                        |  |
|                                               |                | Maria Anna d'Asburgo                | Ferdinando II del Sacro Romano Impero |  |  |       |  |  |                                     |  |  |                        |  |
|                                               |                | Maria Anna d'Asburgo                | Maria Anna di Baviera                 |  |  |       |  |  |                                     |  |  |                        |  |
| Massimiliano II Emanuele, Elettore di Baviera |                | Maria Anna d'Asburgo                |                                       |  |  |       |  |  |                                     |  |  |                        |  |
|                                               |                | Vittorio Amedeo I di Savoia         | Carlo Emanuele I di Savoia            |  |  |       |  |  |                                     |  |  |                        |  |
|                                               |                | Vittorio Amedeo I di Savoia         | Carlo Emanuele I di Savoia            |  |  |       |  |  |                                     |  |  |                        |  |
|                                               |                | Vittorio Amedeo I di Savoia         | Caterina Michela d'Asburgo            |  |  |       |  |  |                                     |  |  |                        |  |
| Enrichetta Adelaide di Savoia                 |                | Vittorio Amedeo I di Savoia         |                                       |  |  |       |  |  |                                     |  |  |                        |  |
|                                               |                | Maria Cristina di Borbone-Francia   | Enrico IV di Francia                  |  |  |       |  |  |                                     |  |  |                        |  |
|                                               |                | Maria Cristina di Borbone-Francia   | Enrico IV di Francia                  |  |  |       |  |  |                                     |  |  |                        |  |
|                                               |                | Maria Cristina di Borbone-Francia   | Maria de' Medici                      |  |  |       |  |  |                                     |  |  |                        |  |
| Giovanni Teodoro di Baviera                   |                | Maria Cristina di Borbone-Francia   |                                       |  |  |       |  |  |                                     |  |  |                        |  |
|                                               | Jakub Sobieski | Marek Sobieski                      |                                       |  |  |       |  |  |                                     |  |  |                        |  |
|                                               | Jakub Sobieski | Marek Sobieski                      |                                       |  |  |       |  |  |                                     |  |  |                        |  |
|                                               | Jakub Sobieski | Jadwiga Snopkowska                  |                                       |  |  |       |  |  |                                     |  |  |                        |  |
| Giovanni III Sobieski                         | Jakub Sobieski |                                     |                                       |  |  |       |  |  |                                     |  |  |                        |  |
|                                               |                | Zofia Teofillia Daniłowicz          | Jan Daniłowicz                        |  |  |       |  |  |                                     |  |  |                        |  |
|                                               |                | Zofia Teofillia Daniłowicz          | Jan Daniłowicz                        |  |  |       |  |  |                                     |  |  |                        |  |
|                                               |                | Zofia Teofillia Daniłowicz          | Zofia Żółkiewska                      |  |  |       |  |  |                                     |  |  |                        |  |
| Teresa Cunegonda Sobieska di Polonia          |                | Zofia Teofillia Daniłowicz          |                                       |  |  |       |  |  |                                     |  |  |                        |  |
|                                               |                | Henri Albert de La Grange d'Arquien | Antoine de La Grange d'Arquien        |  |  |       |  |  |                                     |  |  |                        |  |
|                                               |                | Henri Albert de La Grange d'Arquien | Antoine de La Grange d'Arquien        |  |  |       |  |  |                                     |  |  |                        |  |
|                                               |                | Henri Albert de La Grange d'Arquien | Anne d'Ancienville                    |  |  |       |  |  |                                     |  |  |                        |  |
| Maria Casimira Luisa de la Grange d'Arquien   |                | Henri Albert de La Grange d'Arquien |                                       |  |  |       |  |  |                                     |  |  |                        |  |
|                                               |                | Françoise de La Châtre              | Baptiste de La Châtre                 |  |  |       |  |  |                                     |  |  |                        |  |
|                                               |                | Françoise de La Châtre              | Baptiste de La Châtre                 |  |  |       |  |  |                                     |  |  |                        |  |
|                                               |                | Françoise de La Châtre              | Gabrielle Lamy                        |  |  |       |  |  |                                     |  |  |                        |  |
|                                               |                | Françoise de La Châtre              |                                       |  |  |       |  |  |                                     |  |  |                        |  |